# 古川親水公園
古川親水公園（ふるかわしんすいこうえん）は、東京都江戸川区江戸川6丁目にある江戸川区立の公園であり、日本初の親水公園である。幅2.5～3メートル程度の川沿いに、長さ約1.2キロメートルにわたり整備されている。

## 歴史・概要
元々は、江戸時代に行徳塩田から江戸へ塩を運ぶために掘られた船堀川で、後に水運ルートが南側へと変更となった際、新しい運河を新川と呼ぶのに対して、旧船堀川を古川と呼び残された。
古川は、江戸川や利根川からの物資を江戸へ運ぶ水運の役割を果たしてきたが、陸上交通網が発達すると共にその役目は終わえた。太平洋戦争後にかけて江戸川区域は住宅や工場が増えて人口が急増し、古川には生活排水や工場排水が流れ込み、ゴミやヘドロが目立つ、悪臭漂うむドブ川となっていた。
東京都内で下水道が進んでいたこともあり、江戸川区は古川を埋め立てて土地を売却する計画を1964年に立てた。だが古川を残してほしいという地元の要望を受けて取りやめ、「水に親しむ」親水公園として再生させることとなった。1973年7月にはその一部が完成。翌1974年には全体が完成し、周辺の10町会や子供会が「古川を愛する会」が発足して清掃活動などが21世紀まで続いている。1974年5月には、全日本建設技術協会の全建賞を受賞。1982年5月にはナイロビで開催された国連人間環境会議で紹介され、国内外で大きな反響を呼んだ。
全長は約1200メートル、面積は9434平方メートルの細長い公園である。水は旧江戸川から引き込み、途中環七通りをくぐって、新川の新川橋まで流れ下っている。
岸辺には桜やアジサイが植えられ、藤棚やベンチがしつらえられている場所もあり、周辺住民の散策路として親しまれている。シャワー付きの子供向け水遊び場「じゃぶじゃぶ池」など途中2か所に人工の湧水設備で演出されている。
2019年からは、夏場の「じゃぶじゃぶ池」一帯を除いて、浄水処理しない水を流すようにしており、2021年9月の江戸川区による調査では水生動物（ハゼ、エビ、シジミ、ヤゴ）が確認された。

## アクセスなど
- 上流側から…都営地下鉄新宿線一之江駅から徒歩10分程度。
- 下流側から…東京メトロ東西線葛西駅、都営新宿線船堀駅、総武線錦糸町駅から都営バス錦25系統、総武線平井駅から平23系統で三角停留所および新川橋停留所で下車。
  - 環七通りに古川親水公園停留所があり、京葉線葛西臨海公園駅からの都営バス臨海28系統、小岩駅と亀有駅からの京成バスシャトルセブン（環07・08系統）が停車する。
- 駐車場：なし
- 開園時間：常時開園
- 料金：入園無料